# 4Music
4Music est une chaîne de télévision britannique. C'est la seule chaîne du groupe Channel 4 à être exploitée par sa division musicale The Box Plus Network (en).

## Histoire
4Music commence sa diffusion le 15 août 2008 avec un compte à rebours à l'écran qui dure dix minutes. Pendant le compte à rebours, des extraits de vidéoclips populaires sont effacés à l'écran, y compris des extraits de promotions pour la chaîne. La chaîne est ensuite lancée à 19 h avec une publicité promotionnelle avant de se fondre dans Davina and Steve's 20 Big Ones ; la première chanson numéro 20 est The Pretender de Foo Fighters, et Can't Get You Out of My Head de Kylie Minogue est numéro 1.
La tournée KylieX2008 est la programmation de la soirée de lancement, suivie par Big Brother Live, où Rachel Rice reçoit une « fête des choses préférées » pour ne pas avoir été expulsée cette nuit-là. Elle et sa colocataire préférée, Kathreya Kasisopa, sont emmenées dans une pièce privée où les 10 chansons préférées de Rachel sont jouées. La couverture en direct du V Festival en 2008 est diffusée les 16 et 17 août et les temps forts sont diffusés les jours suivants. Ces faits saillants suscitent des plaintes quant à la qualité globale de la couverture, en raison du fait que les têtes d'affiche principales ne diffusent pas leurs sets complets.
Le lancement voit apparaître un nouveau graphique numérique à l'écran et de nouvelles identités avec une femme pivotant sur une chaise avec le logo de la chaîne en arrière-plan. Le concept de la présentation à l'antenne de la chaîne est The Hits, la chaîne à laquelle 4Music succède, avec un téléviseur se remplissant soudainement de couleurs dans toute la pièce.
Le 2 avril 2013, toutes les chaînes de Box Television passent du Free to air au satellite, à l'exception de 4Music qui passe en clair. En conséquence, les chaînes sont supprimées de Sky EPG en Irlande. Finalement, 4Music devient gratuite le 7 février 2017 et lancée sur Freesat, qui remplace The Box, mais redevient gratuite le 12 décembre 2018.
Le 25 septembre 2017, 4Music met à jour ses graphismes à l'écran, tournant autour de quatre carrés qui s'étendent pour créer le logo 4Music et s'animent pour former le nom de l'artiste. Le 27 Septembre 2018, 4Music change son logo pour y ajouter le logo actuel de Channel 4, avec 4 et Music mélangés ensemble.
À partir du 16 avril 2018, la chaîne diffuse désormais davantage de programmes de divertissement ainsi que la programmation d'archives de Channel 4 pour coïncider avec un changement des numéros EPG sur Sky à partir du 1er mai 2018.
Le 4 novembre 2020, 4Music passe du canal 29 au canal 30 dans le cadre d'une montée en puissance où chaque canal du canal 24 à 54 sur la plate-forme augmente d'une place pour permettre à BBC Four de passer au canal 24 en Écosse en raison des nouvelles règles de l'Ofcom.
La transmission de 4Music et d'autres chaînes exploitées par Channel 4 est affectée par l'activation d'un système d'extinction d'incendie dans les locaux de Red Bee Media dans la soirée du samedi 25 septembre 2021. Du lundi 27 septembre au jeudi 7 octobre 2021, la chaîne 4Music sur Sky, le câble et la TNT relaie la sortie de The Box, en lieu et place de la programmation habituelle, avec une note sur les problèmes techniques d'ici la fin de l'année. La diffusion simultanée est changée en Box Hits le 7 octobre 2021.

## Traduction
- (en) Cet article est partiellement ou en totalité issu de l’article de Wikipédia en anglais intitulé « 4Music » (voir la liste des auteurs).

1. ↑  (en) « 4Music to be 'rebirth of music TV' », sur Daily Express, 2008 (consulté le 11 octobre 2021)